# Сак'я (школа)

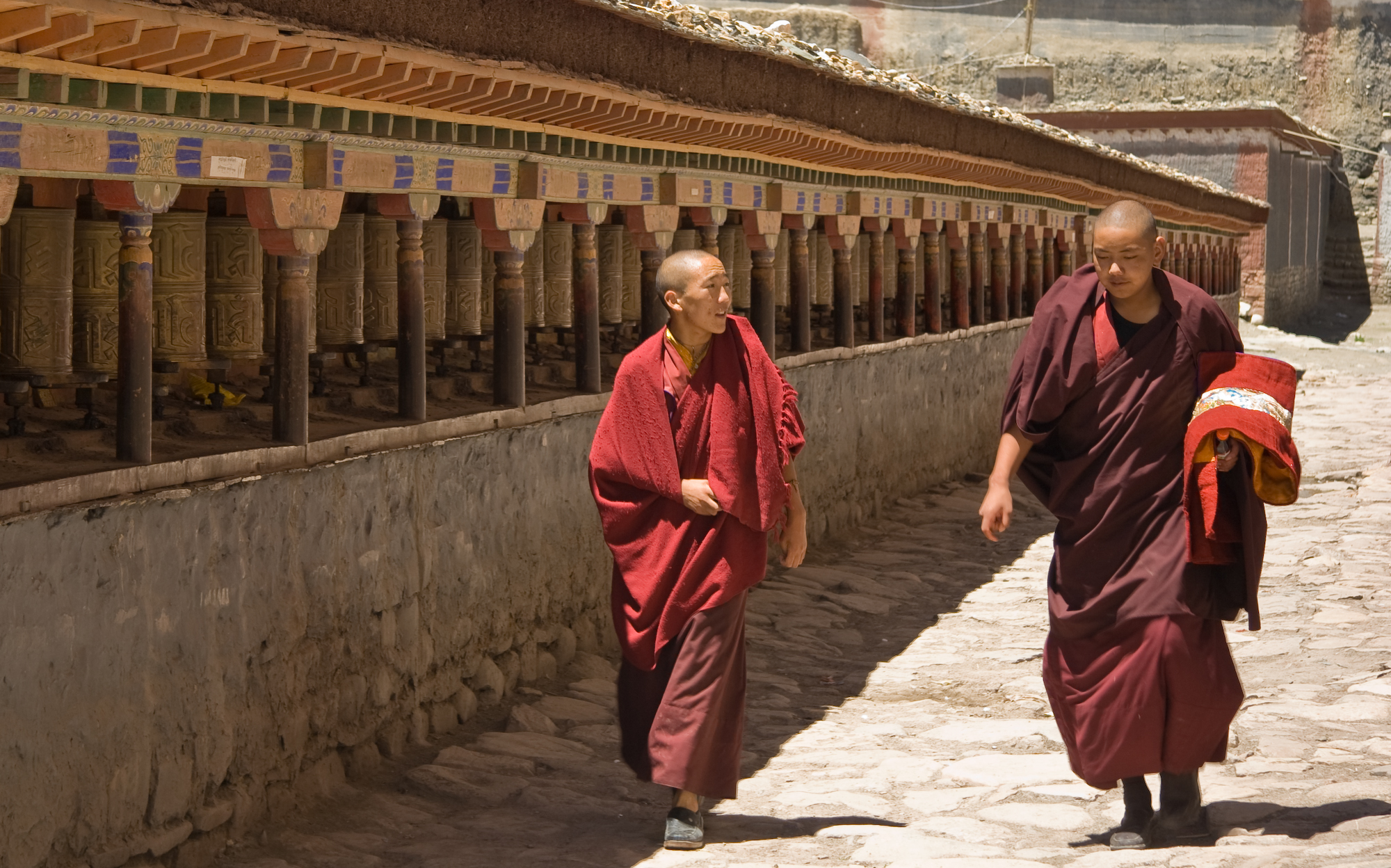
Ченці в монастирі Сак'я

Сак'я (Сак'япа; тиб. ས་སྐྱ་, вайлі sa skya, букв. «Сіра Земля») — школа тибетського буддизму, заснована в 1073 Кхон Кончог Г'ялпом (1034—1102), центром школи є однойменний монастир Сак'я близько Шіґадзе в Тибеті. Школа Сак'я належить до шкіл нових перекладів (сарма); глава носить титул Сак'я Трідзін.
Монастир Сак'я контролювався аристократичним кланом Кхон, з числа представників якого виходили ієрархи цього напряму буддизму. Школа Сак'я не вимагала обов'язкової безшлюбності у духовних осіб, але істотним обмеженням тут була вимога припинити статеве життя після народження спадкоємця. Однак сак'яські ієрархи приймали чернечі обітниці, що призвело до встановлення практики передачі сану настоятеля і першоієрарха школи від дядька до племінника в рамках клану Кхон.
Доктрина школи Сак'я сходить до вченню індійського махасіддхи Вірупи, який проголосив принцип «плід — результат», згідно з яким мета шляху безпосередньо реалізується в процесі його проходження. Величезне значення традиція Сак'я надає практиці йоги проміжного стану (бардо). За філософськими поглядам послідовники Сак'я дотримуються синтезу помірної мадг'яміки і йогачари. Центральною для цієї школи тантрой є «Хеваджра-тантра».
Незважаючи на те, що представники школи Сак'я відрізнялися ученістю і були авторами численних творів, ця школа прославилася в першу чергу своєю політичною активністю в плані достатньо успішних спроб об'єднання Тибету в єдину теократичну державу; в цьому відношенні ієрархи Сак'я, безсумнівно, були безпосередніми попередниками гелугпинцев. Сакьясцам практично вдалося досягти цієї мети, чого передусім сприяли їх тісні контакти з правителями монгольської імперії Юань.

## П'ять шанованих вищих майстрів Сак'я
1. Сачен Кунга Нінбо
2. Сонам Цземо
3. Дракпа Г'ялцен
4. Сак'я Пандіта Кунга Г'ялцен (Перший Сак'я Пандіта)
5. Дромтон Чог'ял Пагпа

Школу Нгор заснував Нгорпа Кунга Зангпо, а школу Цар заснував Царчен Одсал Г'ямцо.

## Підшколи
Є наступні підшколи Сак'я:
- Нгор
- Сак'я
  - Бодонг
  - Булуг
  - Дзонг
- Цар

Іноді до відгалужень Сак'я відносять школу Джонанг. Але це спірне твердження, тому що по лінії наступності Джонанг не сходить до засновників традиції Сак'я, крім того послідовники Джонанг не вважають себе сак'ясами.